# ديريك جاكسون
ديريك جاكسون (بالإنجليزية: Derek Jackson)‏ (و. 1906 – 1982 م) هو فيزيائي، وأستاذ جامعي من المملكة المتحدة . وكان عضواً في الجمعية الملكية .
توفي في لوزان ، عن عمر يناهز 76 عاماً.

## التعليم
تعلم في كلية الثالوث، كامبريدج

## الخدمة العسكرية
خدم في سلاح الجو الملكي.

## جوائز
حصل على جوائز منها:
- زمالة الجمعية الملكية
- Distinguished Flying Cross (United Kingdom) [الإنجليزية]‏
- نيشان الامبراطورية البريطانية من رتبة ضابط
- صليب سلاح الجو [الإنجليزية]‏.